# یاگودنایا (باشقیرستان)
یاگودنایا (انگلیسی: Yagodnaya, Republic of Bashkortostan) یک شهرک در شهرستان ایگلینسکی استان باشقیرستان کشور روسیه است.